# Хубер, Норберт
Норберт Хубер (нем. Norbert Huber; 3 сентября 1964, Брунико, Италия) — титулованный итальянский саночник, выступавший за сборную Италии в начале 1980-х — конце 1990-х годов. Принимал участие в четырёх зимних Олимпийских играх, на играх 1992 года в Альбервиле удостоился бронзы, а в 1994 году на Олимпиаде в Лиллехаммере завоевал серебро. Решение о завершении карьеры профессионального спортсмена принял после игр 1998 года в Нагано, большинство своих побед одерживал в паре с Хансъёргом Рафлем.
Норберт Хубер является обладателем десяти медалей чемпионатов мира, в его послужном списке две золотые награды (парные заезды: 1990; смешанные команды: 1989) четыре серебряные (1983, 1989, 1993; смешанные команды: 1990) и четыре бронзовые (одиночные заезды: 1999; парные заезды: 1991; смешанные команды: 1991, 1993). На чемпионатах Европы спортсмен получал подиумы одиннадцать раз, в том числе трижды был первым (парные заезды: 1992, 1994; смешанные команды: 1994) четыре раза вторым (одиночные заезды: 1984, 1992; парные заезды: 1988, 1990) и четыре раза третьим (одиночные заезды: 1998, парные заезды: 1984, 1986; смешанные команды: 1988).
Хубер десять раз занимал первую позицию в общем зачёте Кубка мира (одиночные заезды: 1984—1985, 1985—1986, 1986—1987; парные заезды: 1984—1985, 1985—1986, 1988—1989, 1989—1990, 1990—1991, 1991—1992, 1992—1993). Всего на этом соревновании в парной программе он финишировал первым двадцать шесть раз.
Норберт приходится родным братом трём не менее известным спортсменам: Вильфриду, Гюнтеру и Арнольду. В общей сложности на счету четырёх братьев Хубер пять олимпийских наград (2 золота, 1 серебро и 2 бронзы) и более 20 медалей с чемпионатов мира по санному спорту и бобслею.